# Chó rừng lưng đen
Chó rừng lưng đen (Lupulella mesomelas), là loài chó rừng kích thước nhỏ nhất và được xem là thành viên cổ xưa nhất của chi Chó. Nó cũng là loài chó rừng hung hăng nhất, chúng được ghi nhận từng tấn công các loài thú có cân nặng lớn gấp nhiều lần  Loài chó này phân bố ở vùng Nam Phi và vùng duyên hải phía Đông của Kenya, Somalia và Ethiopia.

## Đặc điểm
Là các loài ăn thịt "cơ hội": chúng săn bắt các động vật kích thước nhỏ tới trung bình và cũng là các loài động vật ăn xác thối. Chúng có những chiếc chân dài cũng như răng nanh cong rất thích hợp với việc săn các loài thú, chim, bò sát nhỏ; còn bàn chân lớn và việc xương chân dính liền với nhau giúp chúng có thể hình cực tốt thích hợp cho việc chạy đường trường mà không bị mất sức: chúng có thể chạy với tốc độ 16 km/h (9,9 mph) trong một thời gian rất dài. Chó rừng là động vật hoàng hôn, chúng hoạt động tích cực nhất vào lúc bình minh hoặc lúc chạng vạng tối.
Đơn vị xã hội thông dụng nhất của chó rừng là một cặp chó đực-cái, chúng xác lập biên giới lãnh thổ bằng phân và nước tiểu và sẵn sàng tấn công quyết liệt những kẻ xâm nhập lạ mặt. Phần lãnh thổ này đủ lớn cho các con non mới trưởng thành sống tạm với cha mẹ trước khi chúng "ra ở riêng". Chó rừng nhiều khi cũng tụ tập thành những nhóm nhỏ, ví dụ như trong trường hợp cùng nhau chia chác một xác động vật chết; tuy nhiên chúng vẫn thường đi săn một mình hay theo cặp hơn.

## Săn mồi
Trong cuộc sống sinh tồn ở thảo nguyên châu Phi, Chó rừng lưng đen đôi khi phải đụng độ và giành giật miếng mồi với các loại thú ăn thịt khác như kền kền, có trường hợp một con chó rừng lưng đen đã nhanh chân cướp được thức ăn trước khi chim kền kền bay tới và cuộc chiến tranh giành thức ăn giữa chúng xảy ra. Chim kền kền bay lên và lao vào tấn công chó rừng nhằm lấy lại thức ăn của nó, con chó rừng lưng đen cũng nhe hàm răng sắc nhọn đe dọa và lao vào tấn công đáp trả chim kền kền. Cuối cùng, chim kền kền đành chịu thua nhường lại thức ăn cho chó rừng.
Chó rừng lưng đen cũng không bỏ qua con mồi gà gô, trong những cuộc săn gà gô cho thấy, mặc dù có họ hàng gần với loài sói hoang, nhưng chó rừng không khéo léo và xảo quyệt như họ hàng của chúng. Mặc dù đàn gà gô tụ tập rất đồng để uống nước, nhưng chó rừng tỏ ra vụng về khi săn con mồi biết bay, lao thẳng vào đàn gà gô đang tập trung quanh hố nước, nhưng nó không vồ được con mồi nào, tuy chúng tập trung hết sức, nhưng chúng dường như thiếu sự xảo quyệt và gà gô cát tỏ ra rất nhanh nhẹn tránh được những cú đớp và vồ của chó rừng đàn gà gô bay tán loạn tránh được chúng.

## Hình ảnh

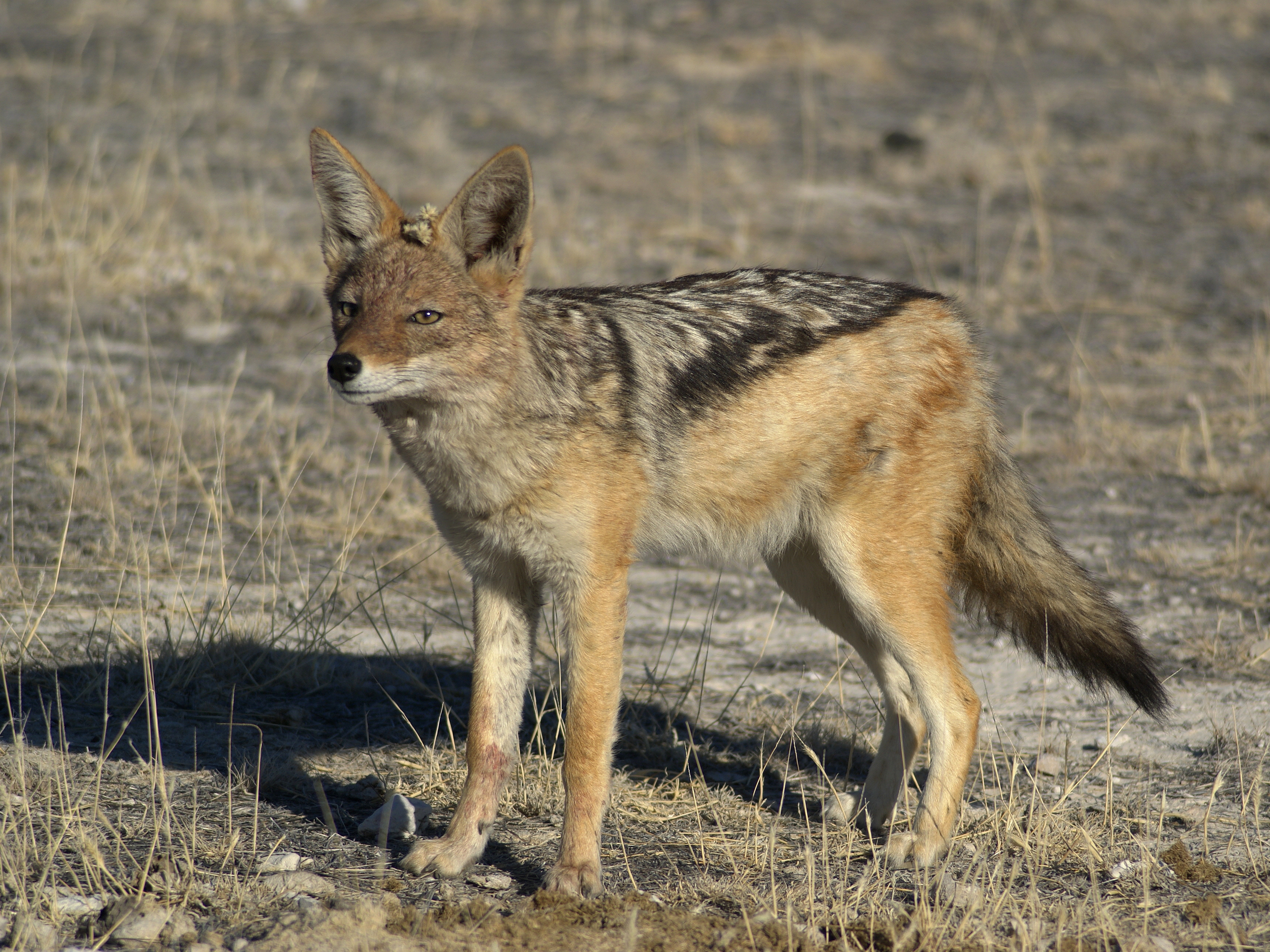
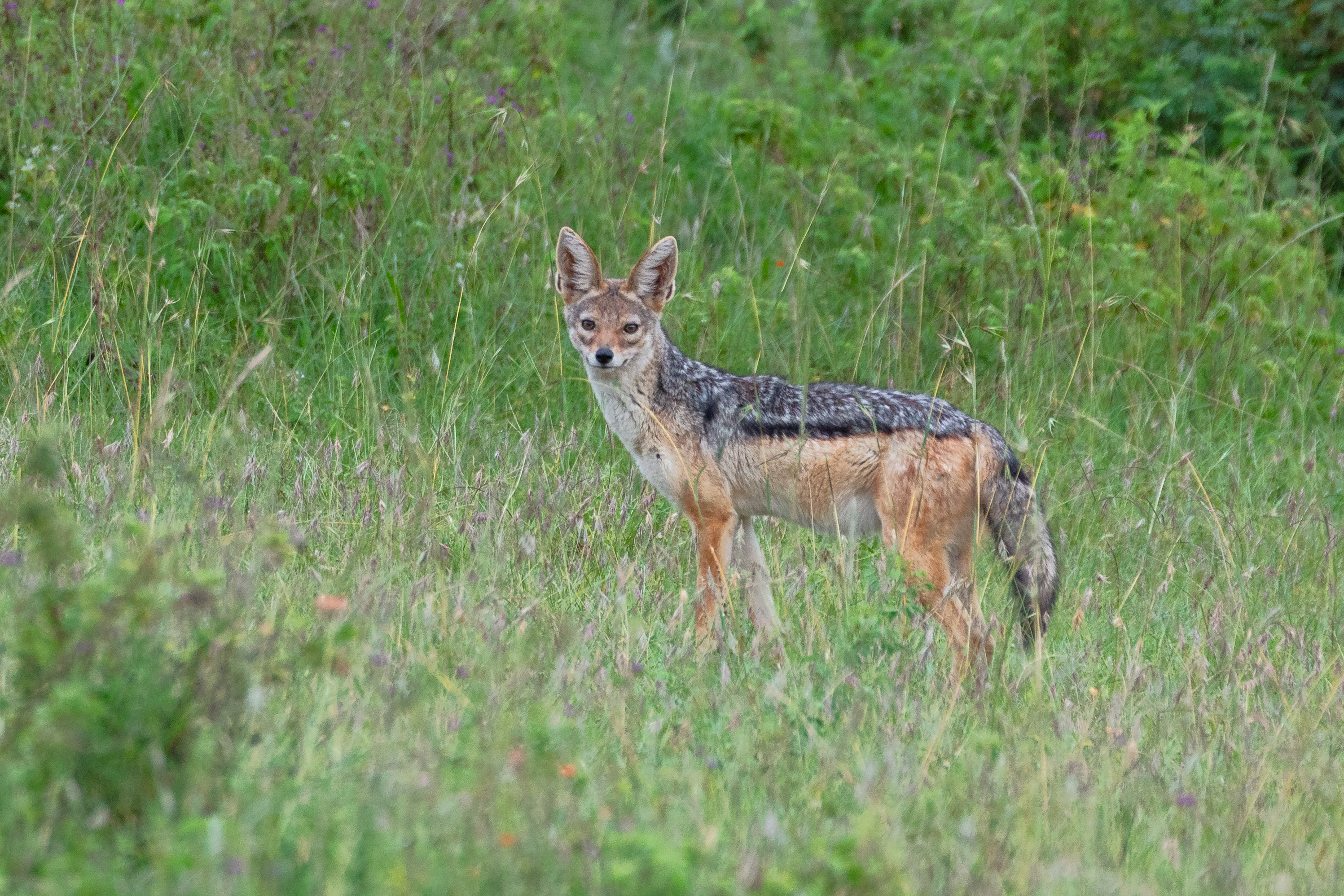
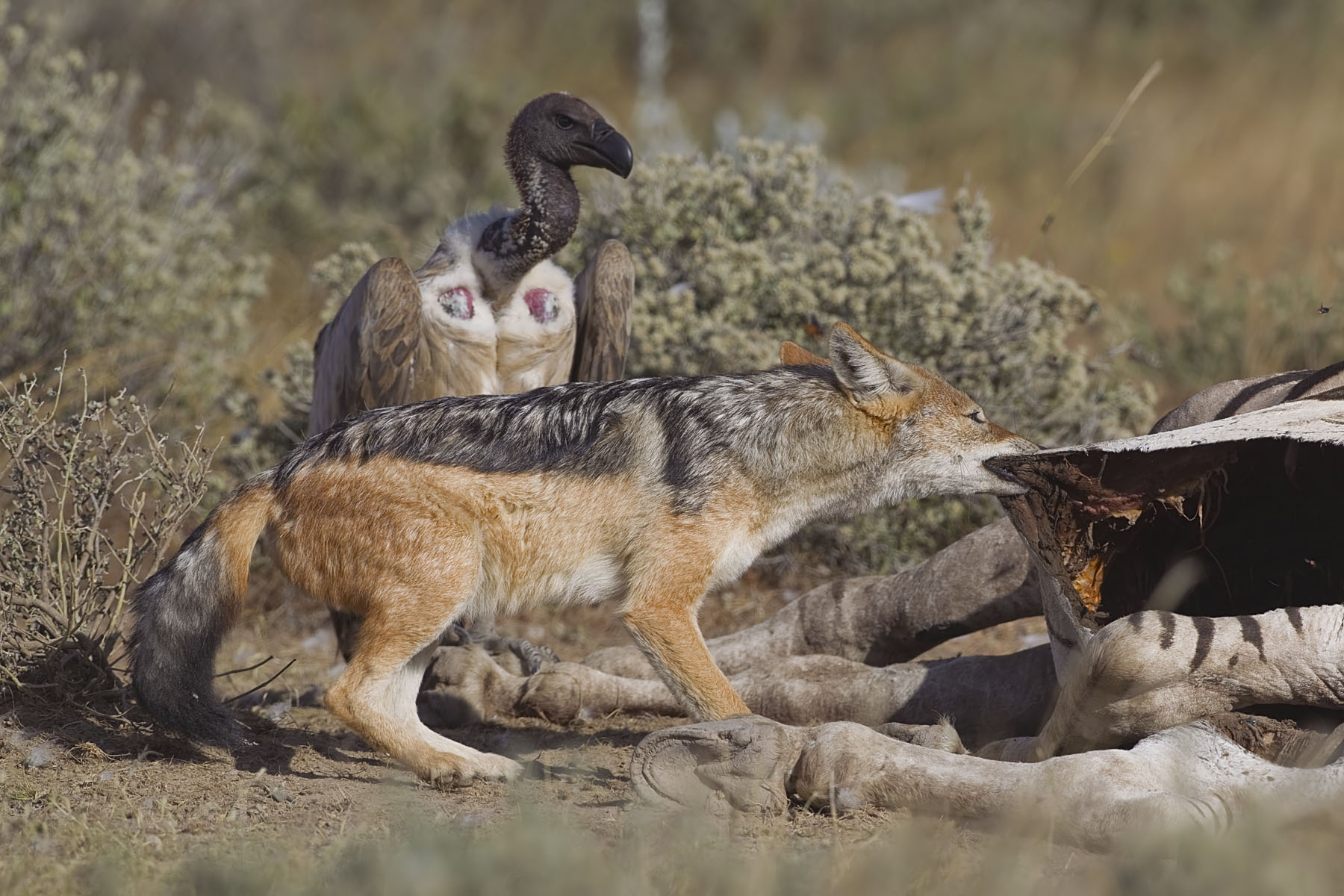
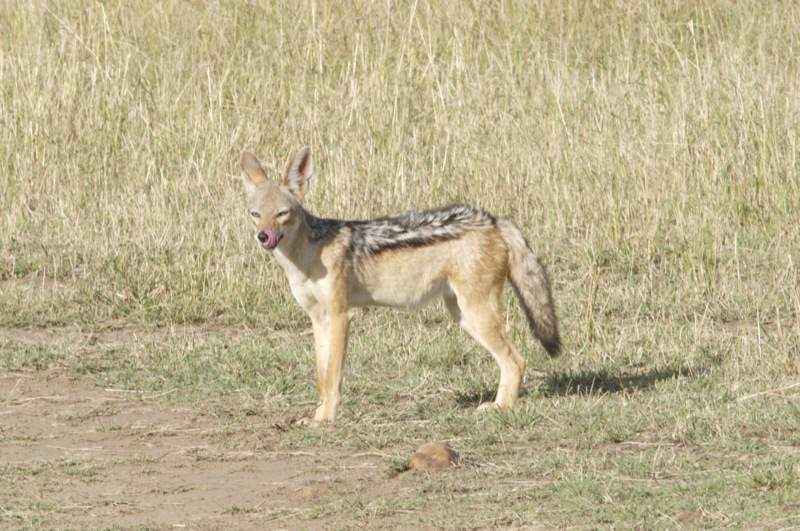